# 黃漢斌
黃漢斌（英語：Ng Han Bin，1989年1月13日—），生於新加坡，新加坡籃球運動員，司職得分後衛，他是新加坡國家隊的成員，並為國家隊奪得2013年和2015年東南亞運動會的銅牌。現時效力東南亞職業籃球聯賽球隊新加坡騰飛之獅。

## 外部連結
- Singapore Slingers official website
- Ng Han Bin （页面存档备份，存于）